# Nikolai Fomin
Nikolai Maksimovitx Fomin (en rus: Николай Максимович Фомин) (Donetsk, 1937) és un enginyer ucraïnès que va ser enginyer en cap de la Central Nuclear de Txernòbil entre 1981 i 1986. Va ser condemnat a 10 anys de presó com un dels responsables de l'accident de Txernòbil.

## Accident de Txernòbil
Com a enginyer en cap de la central, Fomin va aprovar el test de seguretat, que va acabar generant l'explosió del reactor el 26 d'abril de 1986, juntament amb els enginyers en cap adjunts Anatoli Diàtlov i Gennady Matlenko. Fomin es va assabentar de l'accident a les quatre de la matinada, quan l'incendi ja havia començat a la sala de reactors. Va ser detingut simultàniament amb el director de la central Víktor Briukhànov, i el seu judici es va posposar degut a un intent de suïcidi. Finalment el 1987 Fomin va ser condemnat, juntament amb Diàtlov i Briukhànov, a 10 anys de reclusió. Un any més tard Fomin va ser traslladat a un hospital psiquiàtric penitenciari, i el 26 d'octubre de 1990 va ser traslladat a un hospital psiquiàtric convencional. Després de la seva recuperació, Fomin va treballar a la Central nuclear de Kalinin, a l'óblast de Tver. Es va retirar a mitjans de la dècada de 2000, i actualment viu amb la seva dona, fills i nets a Udomlia.
| «                | M'acusen de moltes coses. No crec que tot el que m'han dit sigui just. Però em culpo d'una cosa: sempre vaig creure que el més important en el treball de l'empresa era la tecnologia, però va resultar que el més important és la gent. Vaig subestimar la seva importància. | » |
| — Nikolai Fomin, | |   |

## Sèries i documentals
La figura de Fomin va ser interpretada per Adrian Rawlins a la minisèrie d'Sky/HBO Chernobyl (2019).